# 回龙乡 (茂县)
回龙乡，是中华人民共和国四川省阿坝藏族羌族自治州茂县曾经下辖的一个乡。2019年12月，撤销回龙乡，将其所属行政区域划归沙坝镇管辖。

## 行政区划
回龙乡撤销前下辖以下地区：
沙坝村、龙坪村、白布村和小牛儿村。